# Exeristes shanxiensis
Exeristes shanxiensis är en stekelart som beskrevs av Wang 2000. Exeristes shanxiensis ingår i släktet Exeristes och familjen brokparasitsteklar. Inga underarter finns listade i Catalogue of Life.